# Hjalmar Bergh
Gustaf Hjalmar Bergh, född 7 augusti 1853 i Ryssby församling, Kronobergs län, död 11 maj 1925 i Linköpings församling, Östergötlands län, var en svensk häradshövding.

## Biografi
Hjalmar Bergh föddes 1853 i Ryssby församling. Han blev 1872 student vid Lunds universitet och avlade 1875 examen vid rättegångsverken. Bergh blev 1887 tillförordnad fiskal och adjungerad ledamot i Göta hovrätt. Han blev 1890 häradshövding i Vifolka, Valkebo och Gullbergs domsaga. Bergh avled 1925 i Linköping.